# Phibisa
Phibisa is een geslacht van kevers uit de familie  
kniptorren (Elateridae).
Het geslacht is voor het eerst wetenschappelijk beschreven in 1942 door Fleutiaux.

## Soorten
Het geslacht omvat de volgende soorten:
- Phibisa lubugris (Candèze, 1857)
- Phibisa pupieri (Fleutiaux, 1903)